# Cecilia Fryxell
Ulrika Cecilia Fryxell, född 14 augusti 1806 på Kantenbergs gård i Vassända socken, död 6 maj 1883 i Kalmar, var en föregångsgestalt i den pedagogiska rörelsen för flickors utbildningsmöjligheter. 

## Barndomen och tiden som guvernant
Fryxells far var länsman Gustaf Fryxell och modern hette Catharina Maria Liljegren. Fryxells farfar var Jöns Olof Fryxell. Fryxell var syssling till skalden och skolmannen Anders Fryxell. När fadern 1813 förlorade sin tjänst och familjen flyttade till Bohuslän, fick Fryxell komma som fosterbarn till faster Hedrén och växte upp på Örs prästgård tillsammans med husets tre döttrar och fostersonen Johan Magnus Malmstedt. När Malmstedt kom till vuxen ålder blev han informator hos fru Uggla på Svaneholm i Värmland, och 1824 fick även Fryxell komma dit som guvernant för döttrarna och fick samtidigt hjälp med sina egna studier av fosterbrodern. 1833 överlät fru Uggla Svaneholm till äldste sonen och flyttade till Skarbol. Eftersom barnen nu var stora sökte sig Fryxell till andra hem och hamnade 1835 i Hällefors i Västmanland hos friherrinnan och änkan Ewa Heikenskjöld (som blev grevinna efter giftermål 1840 med greve Gösta Lewenhaupt) och därefter 1838 på Björneborg såsom guvernant för de förmögna föräldrarnas barn.
Fryxell var stundtals full av levnadslust och fick intresse för såväl dans som teater, även om hon dessemellan hade andliga intressen. Det sägs, att hon vid ett köp av nya balskor fick dem inslagna i ett nummer av George Scotts Missionstidning. Hon började läsa och greps av dess innehåll. Hon fann en tro på Gud och hon blev den första medlemmen från Värmland i Svenska Missionssällskapet. Till Björneborg kom också Baselmissionens predikant Peter Fjellstedt på sina resor genom landet 1843, och han fängslades av de unga damerna på Björneborg vilket ledde till en brevväxling mellan Fjellstedt och Fryxell. Detta var inledningen till Fryxells tankar på en missionärsbana.

## Missionärstankar

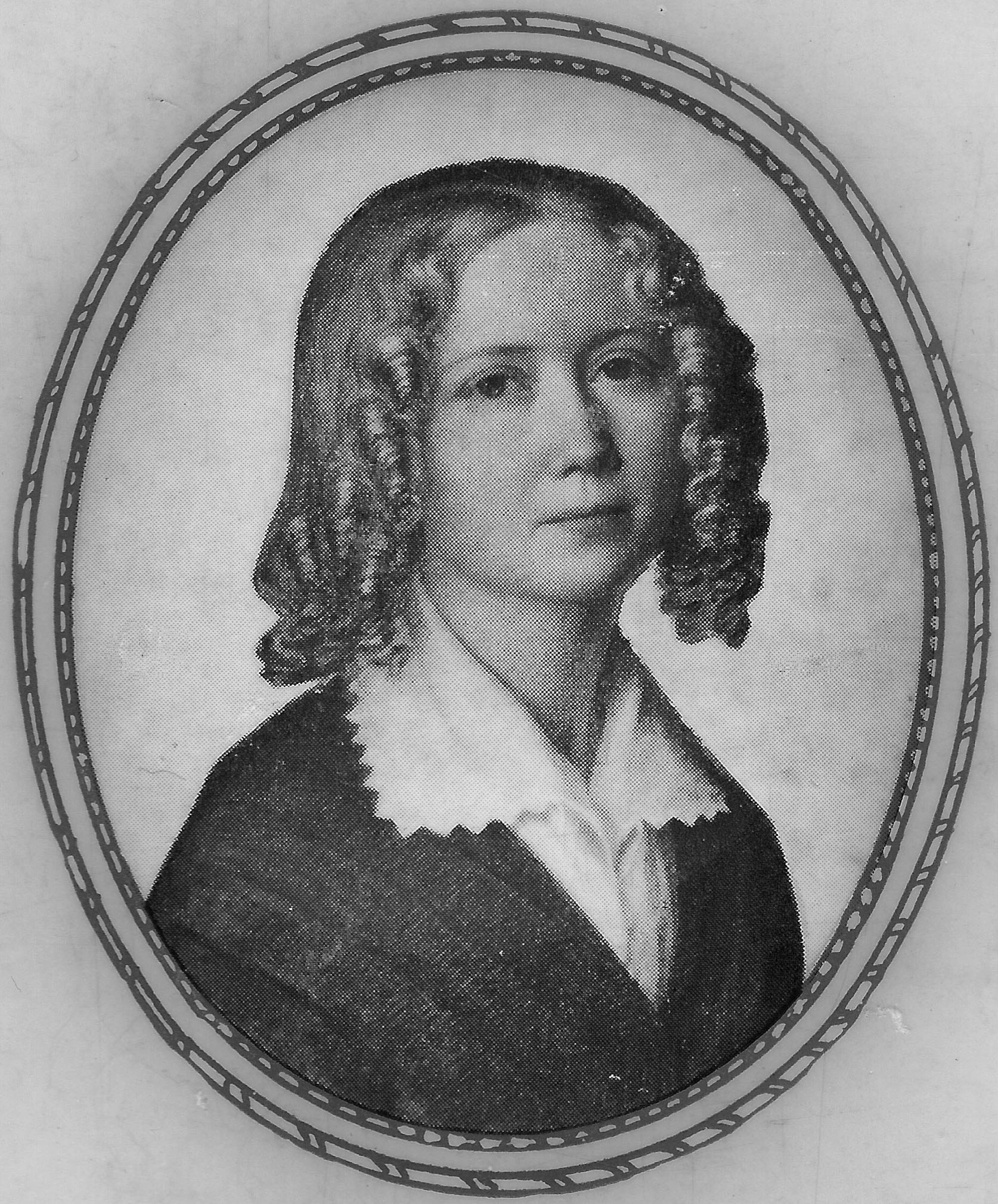
Cecilia Fryxell 1843 (porträtt ritat av Uno Troili 1843)

Sedan Fryxell fått en tro på Gud, ville hon bli missionär till Lappmarken (men hon hade även tankar på Indien, Amerika och Egypten), och korrespondensen med Peter Fjellstedt ledde till att hon våren 1845 kom till missionsskolan i Basel för studier, men hon ägnade sig även åt undervisning först i Basel och senare en för sin pedagogiska utveckling betydelsefull tid på Christian Heinrich Zellers skola i Beuggen i södra Baden. Eftersom Fryxells hälsotillstånd satte stopp för missionärsplaner i främmande land, fortsatte hon på lärarbanan och på vägen hem till Sverige studerade hon skolors undervisning och organisation i Schweiz och Tyskland. Missionär blev hon dock i sitt hemland, och hennes iver var stor att bedriva andlig verksamhet på sina pensioner i form av andakter, missionsmöten och söndagsskolor. Många kom också till tro på Gud genom Fryxells verksamhet.

## Arbete som pedagog
Återkommen till Sverige tog Fryxell 1846–1847 en tjänst som första lärare på Brödraförsamlingens flickskola i Göteborg (den äldsta i landet, grundad redan 1786 av den herrnhutiska rörelsen) och blev även erbjuden att bli dess företåndarinna, vilket hon dock avböjde till förmån för planer på att grunda en egen flickskola.
De flickpensioner som kom att grundas av Fryxell präglades av kristna föreställningar och värderingar, och hennes verksamhet stöddes också ekonomiskt av ledande personligheter inom den kristna rörelsen i Sverige. Hennes skolverksamhet skulle bli den tredje flickskolan av större betydelse i Sverige efter Brödraförsamlingens flickskola i Göteborg och Fruntimmersföreningens flickskola som grundades i Göteborg 1817.

### Flickpensionen i Helsingborg
Fryxell hade en obruten kontakt med grevinnan Ewa Lewenhaupt, och dessa planerade tillsammans med Peter Wieselgren en flickpension i Helsingborg, samtidigt som Fryxell var guvernant hos greve von Essen.
Våren 1848 startade skolan med hel- och halvpension, i en "särdeles angenäm och för denna skola passande lokal, med trädgård och en lugn gårdsplan, alldeles avsöndrad från andra ägare och hyresgäster", där "skolan var ett hem med hela värmen och trevnaden av ett sådant, undervisningen en livsström med väckande och skapande kraft för varje mottagligt sinne" och från en ringa start med ett 10-tal växte den snart till ett 100-tal elever. Framstående lärare på skolan var Peter Wieselgren och Sophia Posse (senare grundare av Hammarstedtska flickpensionen i Brunkebergs hotell, Stockholm), som varit lärare i Stockholm och studerat skolväsendet i andra länder. Bland eleverna fanns Eve Marie Rappe, som avböjde Fryxells erbjudande om lärarinnetjänst för att själv starta skolor såväl på Sjöholmen i Sörmland som på Skansen i Stockholm.

### Flickpensionen på Carlslund
Skolan tillsammans med flera lärare och elever, bl.a. två av Peter Wieselgrens tre döttrar som gick i Fryxells skola; Emma och Linnéa, tunnbindaredottern Lina Bernström samt två elever, som en gång skulle bli lärare på Rostad i Kalmar; Mimmi Andersson och Charlotte Hermansson, flyttade 1852 på greve Gösta Lewenhaupts uppmaning till egendomen Carlslund/Karlslund utanför Västerås. Det blev både en lärorik och äventyrsrik flytt genom en stor del av Sveriges land. Snart blev dock huvudbyggnaden på Carlslund för liten, och man fick bygga till en skolbyggnad på gården.
Fryxell var som en mor för barnen, samtidigt som hon var en lärare med höga ambitioner. Så här kunde ett utkast till en lektion över Jesu födelse se ut för de mindre barnen:
- Led barnens minne tillbaka på hvad som skedde i staden den märkvärdiga natten.
- Beskrif ett grönt fält, en mörk österländsk natt med många stjernor, och huru herdarne vore der på fältet vaktande sin hjord så att inga vilda djur skulle skada den eller skingra den.
- Fråga barnen om de ville veta hvad som här skedde utanför staden.
- Beskrif för dem huru en ljus Engel nedsteg till dessa fattiga herdar och huru natten blef ljus.
- Beskrif huru rädda de blefvo, och fråga huru det kunde vara, att de blefvo så rädda, Den syndiga menniskan blir alltid rädd, när hon får ett bud ifrån Gud, då hon icke känner Frälsaren.
- Herdarne kände icke Frälsaren, men Engelen hade det ärendet, att Han skulle båda en stor glädje åt dem, åt alla, säga dem, att Frälsaren var född.
- Herdarne lyssnade på Engelens tal och låta också oss lyssna.
- Led barnen att se Contrasterne - Ohristus, verldens Frälsare i krubban - Himmelens Herre i krubban, ett hjelplöst barn, Englarne och Herdarne. Var det för Kejsar Augustus som Englarne talade om denna stora nyheten? De fattiga Herdarne trodde detta och då gaf Gud dem en stor glädje till, ty Han lät många tusende Englar komma ned från Himmelen och börja sjunga.
- Var det för Barnet i krubban eller till Herdarnas ära som Englarne sjöngo? Det var för Guds son, Englarnes Herre.

Här må för de små lectionen anses vara lång nog. Håll en särskild skola öfver Englarnes lofsång - och lät den sönderfalla i två delar.
Lektionsutkasten skulle givetvis inte följas slaviskt men kunde vara en god ledning. Lektionen måste vara "fullare och mer målande," än ett utkast kunde bli.

### Lärarinneseminariet på Carlslund
Under mitten av 1850-talet startade Cecilia Fryxell även ett av de första lärarinneseminarierna i Sverige. Samtidigt som eleverna gick på seminariet fick de undervisa i de lägre klasserna på skolan.
Många av de elever som lämnat Carlslund har blivit erkända lärare och skolföreståndare i de flickskolor som växte upp i landet.
Fryxell delade gärna med sig av egna erfarenheter, vilket man kan se exempel på i följande sex punkter:
1. Var du sjelf stilla, min kära lärarinna, i det inre och det yttre stilla, så blir också stilla omkring dig. Några lärarinnor hafva så lärt sig att tala, väsnas, skrika och banna högt, att de icke mera sjelfva märka, huru troget barnet tagit dem till mönster. /.../ Derföre så snart det bli högljudt omkring dig, så måste lärarinnan blifva allt stillare och tala allt saktare och barnen följa strax efter. Det sakta talandet har också en annan fördel, den, som talar sakta, retas icke så snart till otålighet och vrede som den, som talar högt och starkt.
2. Ditt eget inre lif verkar lika mycket på barnen som ditt yttre uppförande.
3. Tänk därpå och sök med all flit att alla barnen i din klass äro sjelfständigt sysselsatta med det, som nyttigt upptar tankar och krafter, så hållas de utan möda i behörig stillhet. Prat och larm, skratt och sjelfsvåld komma ofta derutaf att du ej sjelf beredt dig för och ordnat din klass. Således när du måste liniera en bok här, och en där, formera pennor, skrifva rubriker m. m. så uppstår oordning och du bringar sjelf dina barn i frestelse till det onda du sedan måste bestraffa, ve då dig för förargelses skull. /.../ Det onda kan också komma från ett liflöst, tanklöst och mekaniskt sätt att undervisa.
4. Håll dig en liten bjellra och haf den till hands, ring då det vill blifva för högljudt, det sparar dig månget högt, vredgadt ord. Hjelper ringningen icke, så isolera det högljudda oroliga barnet, efter förutgången varning sålunda, att det sättes någonstädes ensam, eller om rummet ej tillåter det, mellan tvenne stilla barn.
5. Hjelper detta icke, så skrif upp det barnet på taflan, och säg det att det måste sitta fram i skolan tills det lärt en lexa eller utarbetat någon uppgift, men håll också hvad du hotar.
6. Lärarinnans fasta, lugna och milda vilja i förening med sorgfällig uppgift och sysselsättning, skall slutligen segra öfver fladderandarne, men fast vilja är icke att förvexla med egensinne, som söker att framför allt genomdrifva sin egen vilja, och icke sträfvar med hjertat vändt till Herren att befrämja det, som tjänar till allas bästa.[10]

Några av de elever som lämnat detta seminarium och blivit erkända lärare och skolföreståndare förutom ovannämnda Mimmi och Charlotte var Lina Husberg (guvernant i Gävle och 1873 grundare av en flickskola i Enköping, som sedermera blev Enköpings Elementarskola för flickor), Elsa Borg (mångårig föreståndare för den 1859 grundade kristna flickskolan i Gävle, vilken 1874 togs över av Elsa Borgs autodidakte lärarinna Karolina Själander och blev grunden för Högre flickskolan i Gefle), Sigrid Rudebeck (som 1866 blev föreståndarinna i Göteborg för Majornas elementarläroverk för flickor och 1869 grundade Sigrid Rudebecks elementarskola för flickor), Sirianne Lammers Queckfeldt (senare lärare på Rostad), Frederique Unge Hammarstedt (föreståndare på Hammarstedtska flickpensionen efter Sophia Posse), Maria Henschen (lärarinna 1861-65 på Rostad och därefter grundare av en skola i Uppsala och den första föreståndaren på Uppsala högre elementarläroverk för flickor) och Natalia Andersson, som tog över flickpensionen på Carlsund och flyttade den till Västerås. Förutom dess kan också nämnas Maria Rudberg, som i 12 år drev en flickskola i Växjö och sedan i 9 år en flickskola i Halmstad, samt systrarna Ebba och Maria Tillström, som grundade en ganska stor flickpension i Vädersjö i Småland.

### Flickskolan på Rostad

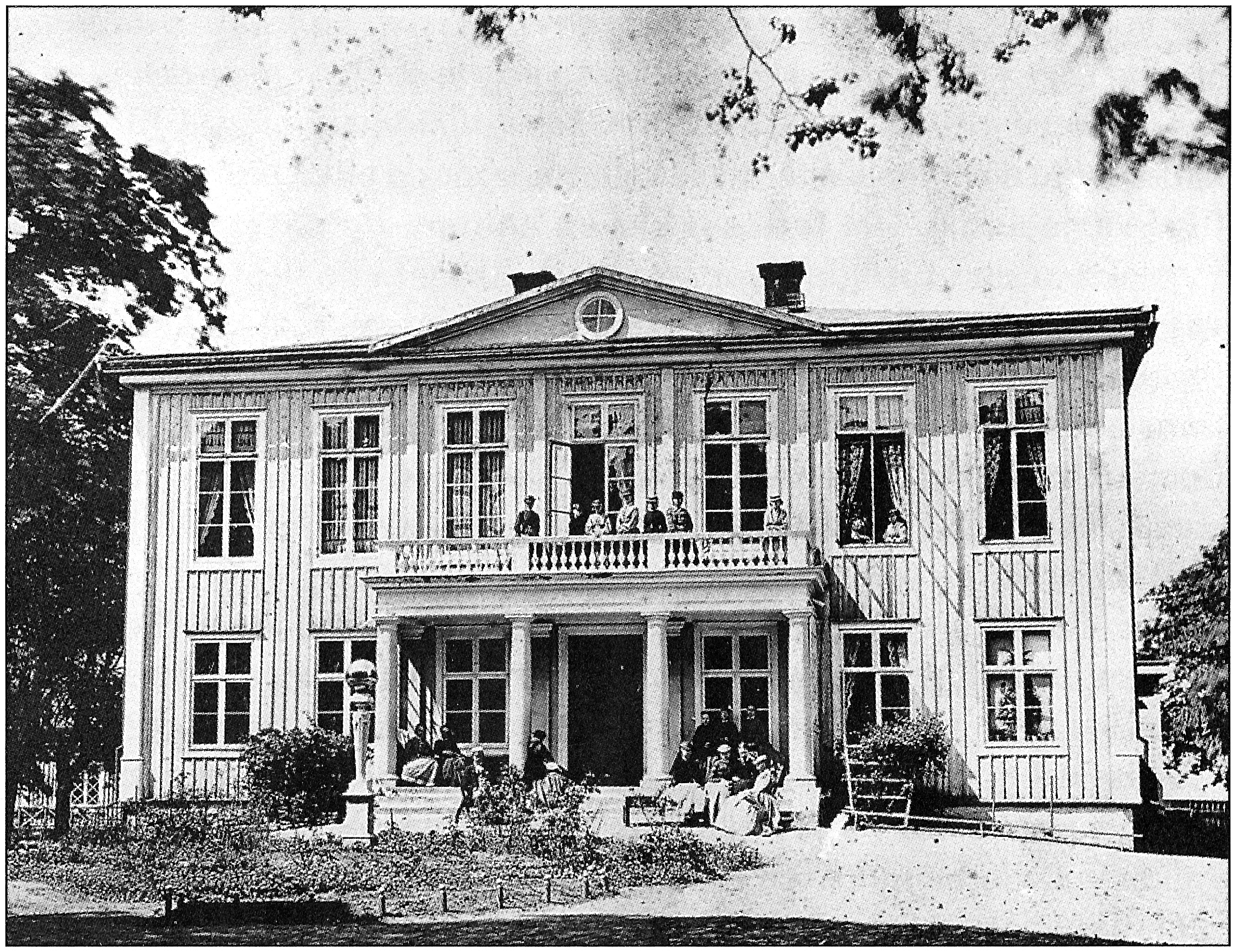
Rostad var fullt av liv under Fryxells tid på gården 1858-1877 (foto av John Dryselius)

Efter sex år av snabbt växande skolverksamhet på Carlslund ville Fryxell stå på egna ben och grunda en egen flickskola, och det hela var väl förberett i det att handlanden Carl Johan Borell i samråd med Peter Fjellstedt redan 1857 för hennes räkning hade inköpt egendomen Rostad Park utanför Kalmar och skolan kunde starta på Rostad 1859. Liksom vid flytten till Carlslund, så var det flera som följde med Cecilia Fryxell från Carlslund till Rostad, förutom många av eleverna fanns språklärarinnan Joesefine Meyré, som arbetat med Cecilia ända från Helsingborgstiden, mamsell Ljung samt från seminariet i Carlsund Amalia Ahlberg, Hedda Lönnroth och Charlotte Hermansson, men det var flera som anställdes i olika uppgifter på helpensionen Rostad. Den som kom att stå Cecila närmast fram till hennes död var Hanna Uddenberg såsom husföreståndarinna och hennes högra hand.
Cecilias Fryxells föreståndarskap på Rostad varade till långt in på 1870-talet, då hon började planera för att omvandla pensionen till ett lärarseminarium och 1877 kunde detta förverkligas. 
I hennes pension och verksamhet på Rostad arbetade för övrigt hushållerskan Sara Maktemele, kvinnan bakom Lina Sandell-Bergs sångtext till Deruppe ingen död skall vara, mer känd som "Lilla svarta Sara".
Cecilia Fryxell är begravd på Södra kyrkogården i Kalmar.